# Tel Arad

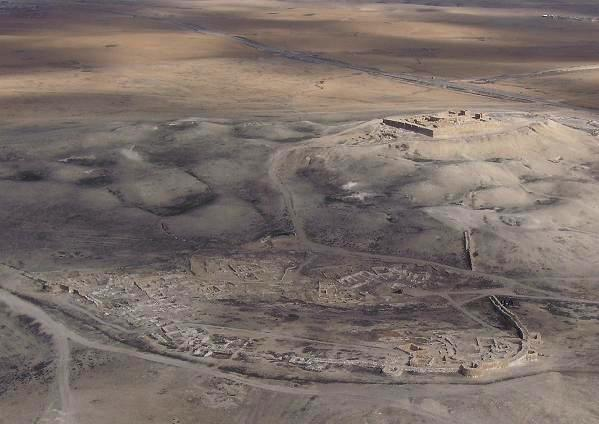
Lotnicze zdjęcie miasta i twierdzy

Tel Arad (hebr. תל ערד) – stanowisko archeologiczne znajdujące się na zachód od Morza Martwego, około 10 km na zachód od współczesnego miasta Arad, na terenie otoczonym górskimi grzbietami znanym jako nizina Arad. Miejsce to dzieli się na dolne miasto i górne wzgórze stanowiące jedyne miejsce w ziemi Izraela, gdzie znaleziono „Dom Jahwe”. Tel Arad był badany przez 18 sezonów przez Rut Amiran i Johanana Aharoniego.

## Dolne miasto i górne wzgórze

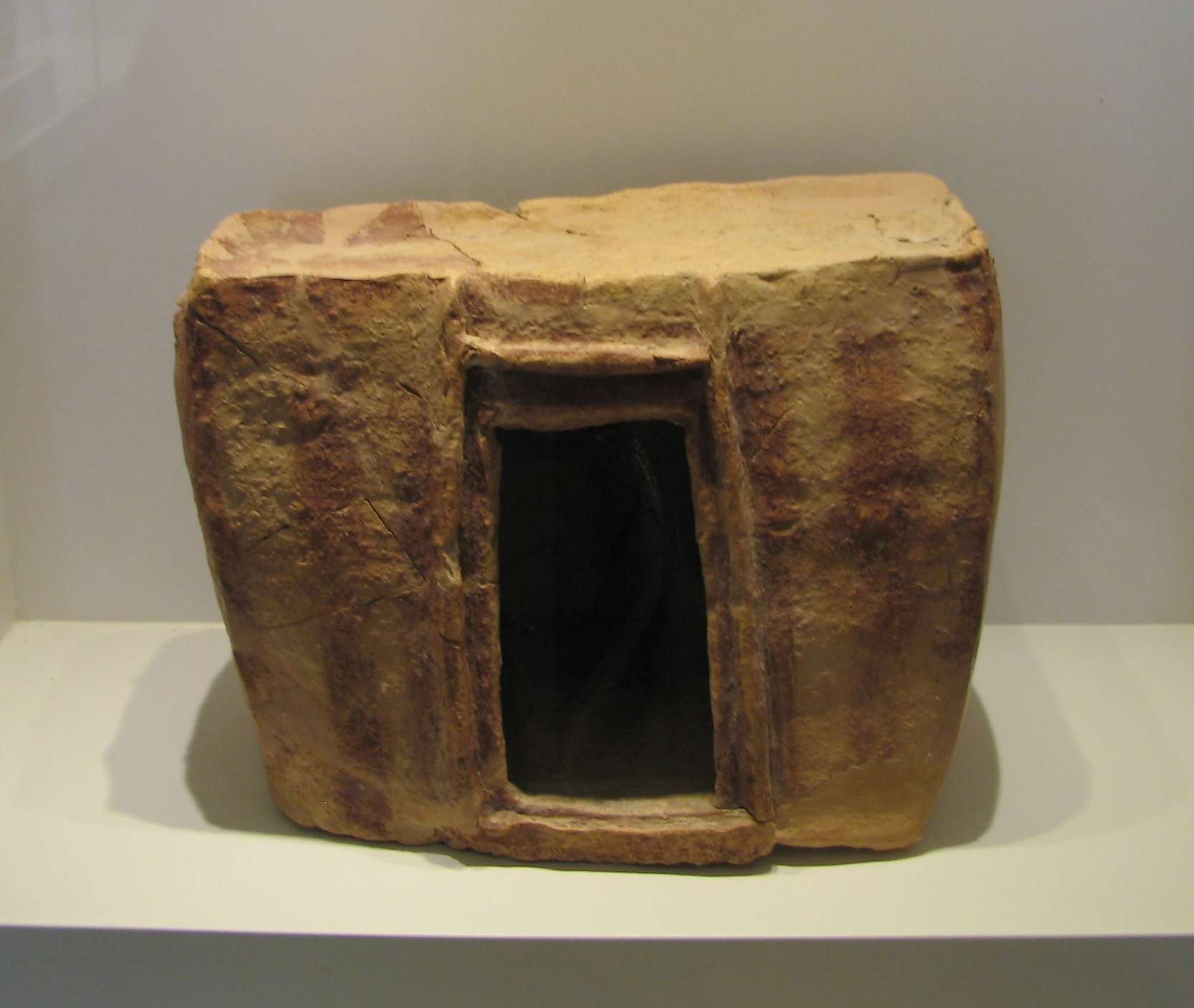
Model typowego domu z Tel Arad datowanego na 3000–2650 rok p.n.e. (Muzeum Izraela)

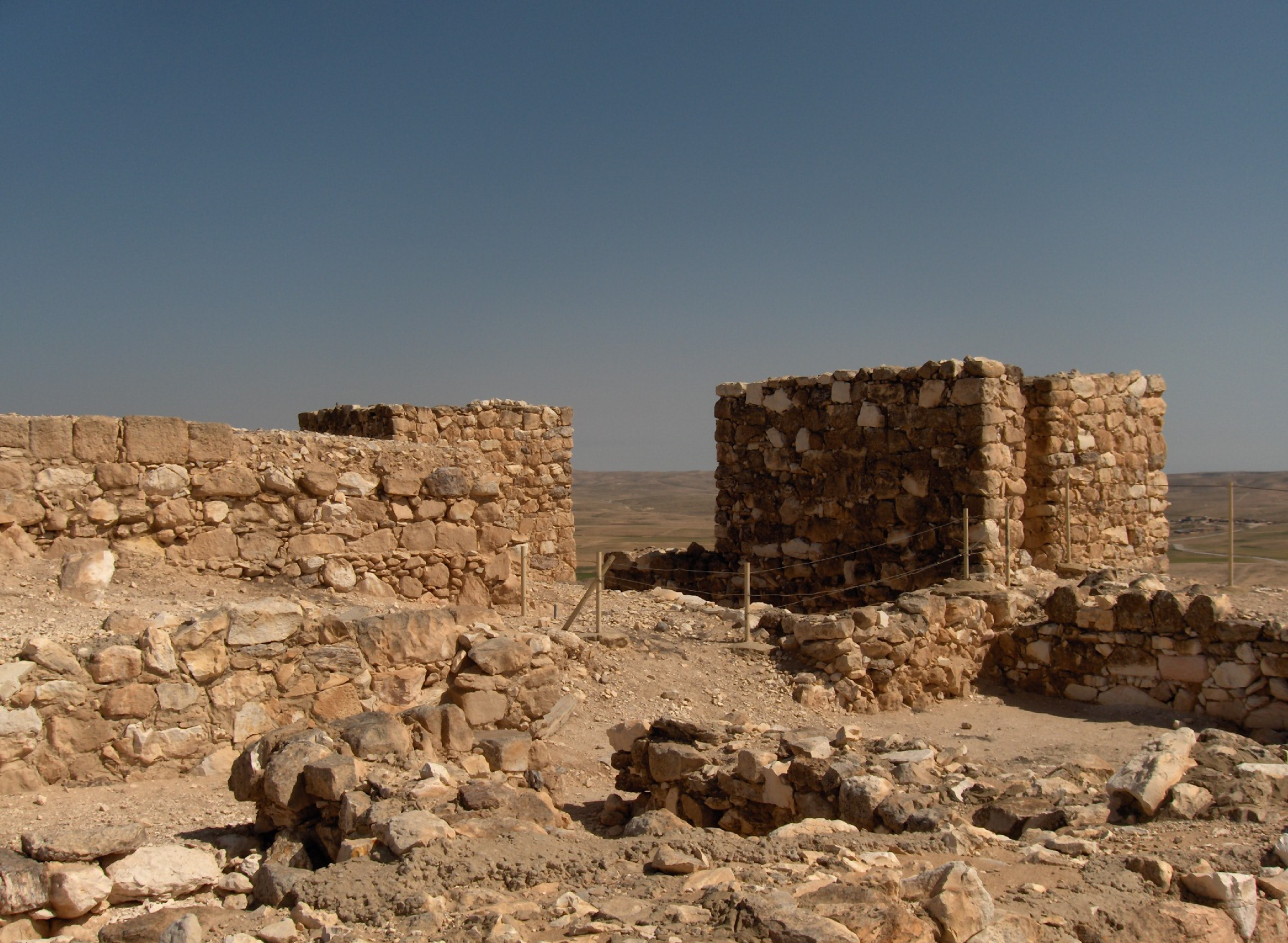
Wykopaliska na Tel Arad

Dolna część została po raz pierwszy zasiedlona w okresie chalkolitu, około 4000 roku p.n.e. Wykopaliska tego miejsca odkryły istniejącą w epoce brązu kanaanejską osadę, która istniała do około 2650 p.n.e. Następnie miejsce zostało najwyraźniej opuszczone na ponad 1500 lat aż do zasiedlenia przez Izraelitów w XI stuleciu p.n.e., początkowo jako nieotoczone murem wydzielone miejsce lub święty obszar położony na górnym wzgórzu, a później jako miasto-garnizon dziś określany jako „cytadela”.
Twierdza i sanktuarium powstały w okresie króla Dawida i Salomona. Artefakty znalezione w sanktuarium cytadeli reprezentują przede wszystkim dary z oliwy, wina, pszenicy i innych produktów dostarczane przez wiele osób przez cały okres panowania królów Judy aż do podboju królestwa przez Babilończyków. Podobnie w okresie perskim, machabejskim, rzymskim i we wczesnym muzułmańskim mieszkańcy dostarczali produkty na górne wzgórze. Ślady tego pozostały na połamanych fragmentach ceramiki zalegających całe miejsce.
W okresie królów judzkich cytadela była stopniowo obwarowana, odnowiona i przebudowana aż została ostatecznie zniszczona pomiędzy 597 a 577 rokiem p.n.e. podczas oblężenia Jerozolimy przez babilońskiego króla Nabuchodonozora II. Do najbardziej znaczących artefaktów pochodzących z tego okresu należy ostrakon datowany na połowę VII wieku p.n.e., odnoszący się do tej twierdzy jako do Domu Jahwe.
Zasiedlenia Tel Arad i górnej cytadeli nie zakończyło oblężenie babilońskie. Z okresu perskiego (V–IV wiek p.n.e.) pochodzi prawie sto ostrakonów i ceramiki napisanej w języku aramejskim, dotyczącej głównie rachunków mieszkańców, którzy przywozili oliwki, wino, pszenicę i inne produkty na górne wzgórze.
Tak więc kolejne cytadele budowano jedna na drugiej dzięki czemu istniała ona w okresie hellenistycznym i rzymskim. Herod nawet zrekonstruował dolne miasto by wypiekać w nim chleb na potrzeby cytadeli. Miejsce istniało aż do czasu gdy Rzymianie zniszczyli Jerozolimę i ostatecznie wygnali „obrzezanych” w roku 135 n.e. po upadku powstania Bar-Kochby. Tel Arad pozostawało ruiną przez 500 lat aż w okresie islamskim dawna rzymska cytadela została odbudowana i przebudowana przez nieznany zamożny klan z tego terenu i funkcjonowała przez 200 lat do około 861 roku n.e. gdy nastąpił podział władzy oraz okres powszechnych rozruchów i buntu. Cytadela została ostatecznie zniszczona i już więcej nie powstały konstrukcje budowlane w tym miejscu.

## Świątynia Jahwe w Arad

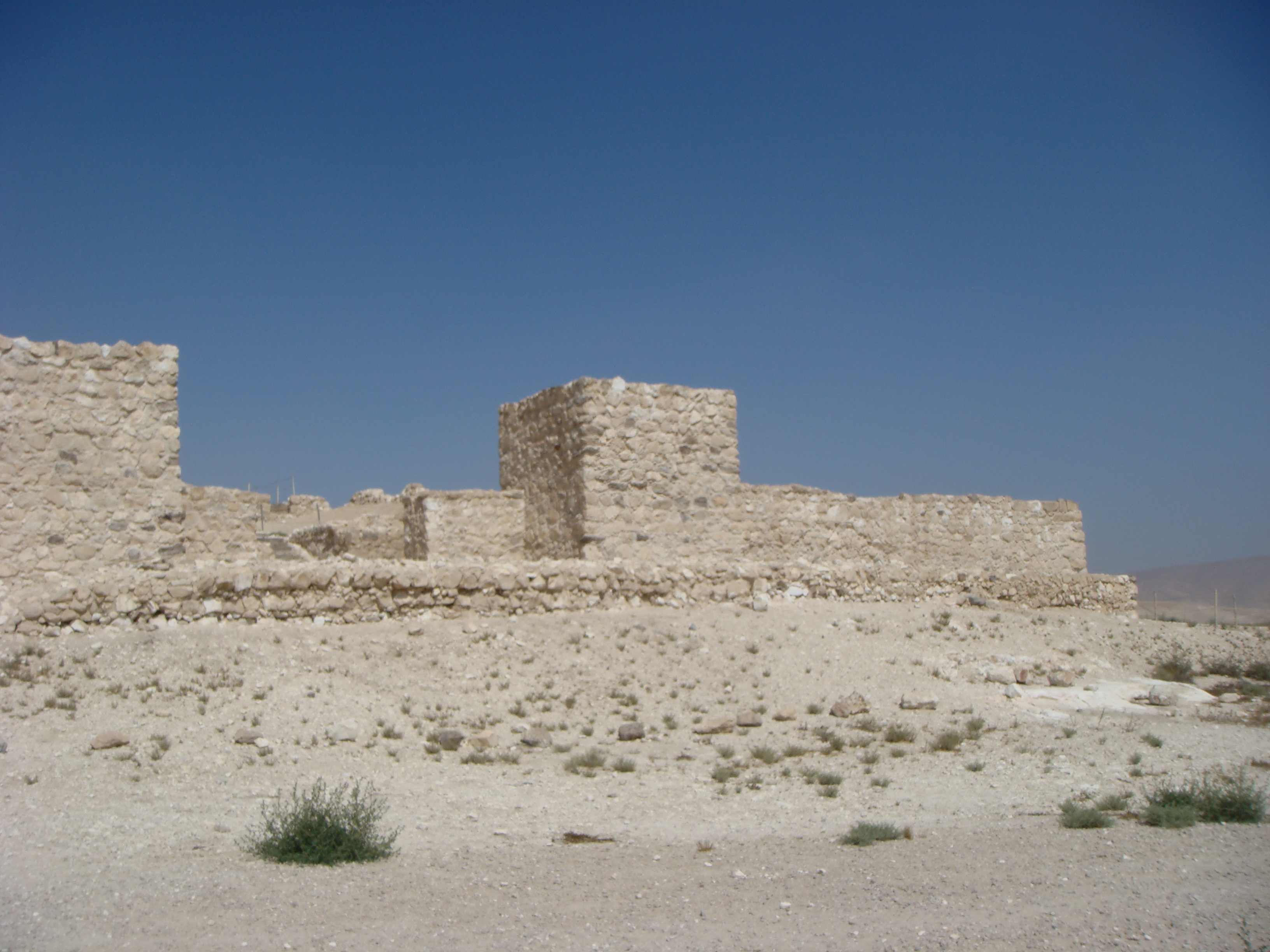
Rekonstrukcja murów Tel Arad

Świątynia w Arad została odkryta przez archeologa Johanana Aharoniego w 1962 roku, który spędził resztę życia by poznać jej tajemnice aż do śmierci w 1976 roku. Powstała ona w miejscu dawnej świątyni kenickiej. Pochodzi z czasów Salomona.
Ta świątynia jest jak dotąd jedyną świątynią w Judei rekonstruowaną przez archeologów. Posiada ona ołtarze kadzielne i dwa „stojące kamienie” być może poświęcone Jahwe i Aszerze. Znaleziony w tym miejscu ostrakon 18 został odczytany przez Johanana Aharoniego jako „Dom Jahwe”. Ponieważ, jak wykazały wykopaliska, świątynia w Arad została zniszczona w czasach reform religijnych króla Jozjasza wyrażenie „Dom Jahwe” odnosi się do Świątyni Salomona z czasów sprzed niewoli babilońskiej.
Dolna osada oraz górna cytadela z czasów izraelskich są teraz częścią Parku Narodoego Tel Arad, który rozpoczął projekty przywrócenia murów górnej i dolnej części.